# Ikiprimus ikiijeus
Ikiprimus ikiijeus är en tvåvingeart som beskrevs av Sasa och Suzuki 1999. Ikiprimus ikiijeus ingår i släktet Ikiprimus och familjen fjädermyggor. Inga underarter finns listade i Catalogue of Life.